# Мужская сборная Лесото по софтболу
Мужская национальная сборная Лесото по софтболу — представляет Лесото на международных софтбольных соревнованиях. Управляющей организацией является Ассоциация бейсбола и софтбола Лесото (англ. Lesotho Baseball and Softball Association).

## Результаты выступлений

### Чемпионаты мира
| Год        | Победы         | Поражения      | Место          |
| ---------- | -------------- | -------------- | -------------- |
| 1966—1996  | не участвовали | не участвовали | не участвовали |
| 2000       | 0              | 7              | 16             |
| 2004—н. в. | не участвовали | не участвовали | не участвовали |